# Jeux d'Asie du Sud-Est de 2023
 (mai 2022).
La mise en forme du texte ne suit pas les recommandations de Wikipédia : il faut le « wikifier ».
Les points d'amélioration suivants sont les cas les plus fréquents. Le détail des points à revoir est peut-être précisé sur la page de discussion.
- Les titres sont pré-formatés par le logiciel. Ils ne sont ni en capitales, ni en gras.
- Le texte ne doit pas être écrit en capitales (les noms de famille non plus), ni en gras, ni en italique, ni en « petit »…
- Le gras n'est utilisé que pour surligner le titre de l'article dans l'introduction, une seule fois.
- L'italique est rarement utilisé : mots en langue étrangère, titres d'œuvres, noms de bateaux, etc.
- Les citations ne sont pas en italique mais en corps de texte normal. Elles sont entourées par des guillemets français : « et ».
- Les listes à puces sont à éviter, des paragraphes rédigés étant largement préférés. Les tableaux sont à réserver à la présentation de données structurées (résultats, etc.).
- Les appels de note de bas de page (petits chiffres en exposant, introduits par l'outil «  Source ») sont à placer entre la fin de phrase et le point final[comme ça].
- Les liens internes (vers d'autres articles de Wikipédia) sont à choisir avec parcimonie. Créez des liens vers des articles approfondissant le sujet. Les termes génériques sans rapport avec le sujet sont à éviter, ainsi que les répétitions de liens vers un même terme.
- Les liens externes sont à placer uniquement dans une section « Liens externes », à la fin de l'article. Ces liens sont à choisir avec parcimonie suivant les règles définies. Si un lien sert de source à l'article, son insertion dans le texte est à faire par les notes de bas de page.
- La présentation des références doit suivre les conventions bibliographiques. Il est recommandé d'utiliser les modèles {{Ouvrage}}, {{Chapitre}}, {{Article}}, {{Lien web}} et/ou {{Bibliographie}}. Le mode d'édition visuel peut mettre en forme automatiquement les références.
- Insérer une infobox (cadre d'informations à droite) n'est pas obligatoire pour parachever la mise en page.

Pour une aide détaillée, merci de consulter Aide:Wikification.
Si vous pensez que ces points ont été résolus, vous pouvez retirer ce bandeau et améliorer la mise en forme d'un autre article.
Navigation
Édition précédente Édition suivante
Les Jeux d'Asie du Sud-Est de 2023 (khmer : ការប្រកួតកីឡាប្រជាជាតិអាស៊ីអាគ្នេយ៍២០២៣ ), communément appelés 32e Jeux d'Asie du Sud-Est, et communément appelés Cambodge 2023, sont la 32e édition des Jeux d'Asie du Sud-Est, un événement sportif multisports biennal qui se tient du 5 au 16 mai 2023 à Phnom Penh, Cambodge.

## Attribution des Jeux
L'annonce a été faite lors de la réunion du Conseil de la Fédération des Jeux SEA à Singapour, en conjonction avec les Jeux d'Asie du Sud-Est de 2015, par le président du Comité national olympique du Cambodge, Thong Khon,. Les Philippines devaient initialement accueillir les Jeux, mais ont été repoussées à 2019 après que Brunei a retiré ses droits d'accueil d'origine. Ce sera la première fois que le Cambodge accueillera les jeux, car les 3es Jeux d'Asie du Sud-est en 1963 ont été annulés en raison de la situation politique dans le pays à l'époque. 40 sports seront présentés aux SEA Games 2023, qui seront le plus grand nombre de sports présentés par une nation accueillant les Jeux biennaux pour la première fois depuis 1977.

### Développement et préparation
À la suite de l'annonce de la sélection de l'hôte, le premier ministre Hun Sen a approuvé la conception finale du stade principal des Jeux. Lors d'une visite d'État de Hun Sen à Pékin en mai 2014, le dirigeant chinois Xi Jinping (également secrétaire général du parti communiste ) a promis de financer la construction du stade principal du nouveau complexe sportif polyvalent sur la ville satellite de Phnom Penh. à Khan Chroy Jong Va. Le stade principal de 60 000 places, dont le coût est estimé à environ 157 millions de dollars et qui sera construit par une entreprise de construction chinoise, sera achevé entre 2019 et 2020 avec une subvention chinoise couvrant l'ensemble du projet. Arène polyvalente, le Complexe sportif national Morodok Techo abritera une piscine olympique, un terrain de football extérieur, une piste d'athlétisme, des courts de tennis et des dortoirs pour les athlètes.

## Participants par pays
11 pays participent à la compétition. Entre parenthèses est indiqué le nombre de participants engagés par pays.
- Brunei (65)
- Cambodge (896)
- Indonésie (599)
- Laos (576)
- Malaisie (677)
- Birmanie (341)
- Philippines (860)
- Singapour (558)
- Thaïlande (846)
- Timor oriental (90)
- Viêt Nam (702)

## Programme
| - Natation - Plongeon - Natation sportive - Nage avec palmes - Water polo - Athlétisme - Badminton - Basketball - 3x3 - 5 × 5 - Billard - Boxe - Échecs - Xiangqi - Makruk - Cricket | - Cyclisme - BMX - Cyclisme sur route - Danse sportive - Endurance - Aquathlon - Duathlon - Triathlon - E-sports - Escrime - Floorball - Football - Golf - Gymnastique - Aérobic - Artistique | - Hockey - Hockey en salle - Hockey sur gazon - Jet ski - Judo - Karaté - Arts martiaux - Kali Arnis Eskrima - Ju-jitsu - Kickboxing - Bokator - Boxe cambodgienne - Vovinam Việt Võ Đạo - Course d'obstacle - Pétanque | - Pencak silat - Voile - Sepak takraw - Soft tennis - Tennis de table tennis - Taekwondo - Tennis - Course de bateaux traditionnels - Volleyball - Beach-volley - Volleyball en salle - Haltérophilie - Lutte - Wushu - Teqball |

## Organisation

### L'image de marque
Le logo et le slogan officiels des Jeux d'Asie du Sud-Est 2023 ont été décidés le 2 juillet 2020 par le comité d'organisation des SEA Games cambodgiens 2023 et ont été officiellement dévoilés le 7 août. Un concours de design pour le logo des jeux a eu lieu en 2019, le design final étant apparemment composé d'Angkor Vat et de quatre dragons comme motifs principaux. Le slogan initial des jeux dévoilé était "Le sport dans la paix" ( កីឡារស់ក្នុងសន្តិភាព ) . Le logo a ensuite été légèrement révisé afin qu'il puisse également être utilisé pour les Jeux Paralympiques de l'ANASE de 2023. Le slogan en anglais a été révisé en Sport: Live in Peace".
Un concours de conception de mascottes a également été organisé en 2019, ouvert aux citoyens cambodgiens âgés d'au moins 15 ans. Le concours demandait aux candidats de soumettre des créations sur le thème du lapin et reflétant la culture cambodgienne. La date limite du concours était le 30 novembre 2019. Le design gagnant se compose de deux lapins portant des vêtements traditionnels cambodgiens ; une femelle en rouge nommée Rumduol ( រំដួល ) et un mâle en bleu nommé Borey ( បុរី ). Le rouge et le bleu sont les couleurs du drapeau cambodgien,.

## Tableau des médailles
Légende
 *  Pays organisateur
| Rang | Nation         | Or  | Argent | Bronze | Total |
| ---- | -------------- | --- | ------ | ------ | ----- |
| 1    | Viêt Nam       | 136 | 105    | 114    | 355   |
| 2    | Thaïlande      | 108 | 96     | 108    | 312   |
| 3    | Indonésie      | 87  | 80     | 109    | 276   |
| 4    | Cambodge*      | 81  | 74     | 127    | 282   |
| 5    | Philippines    | 58  | 86     | 116    | 260   |
| 6    | Singapour      | 51  | 42     | 64     | 157   |
| 7    | Malaisie       | 34  | 45     | 97     | 176   |
| 8    | Birmanie       | 21  | 25     | 68     | 114   |
| 9    | Laos           | 6   | 22     | 60     | 88    |
| 10   | Brunei         | 2   | 1      | 6      | 9     |
| 11   | Timor oriental | 0   | 0      | 8      | 8     |